# Kriechbaumerella gracilis
Kriechbaumerella gracilis is een vliesvleugelig insect uit de familie bronswespen (Chalcididae). De wetenschappelijke naam is voor het eerst geldig gepubliceerd in 1952 door Nikol'skaya.  Deze bronswesp wordt gemiddeld 4,5 tot 5 millimeter groot.